# Samuel Frisching (Schultheiss, 1605)

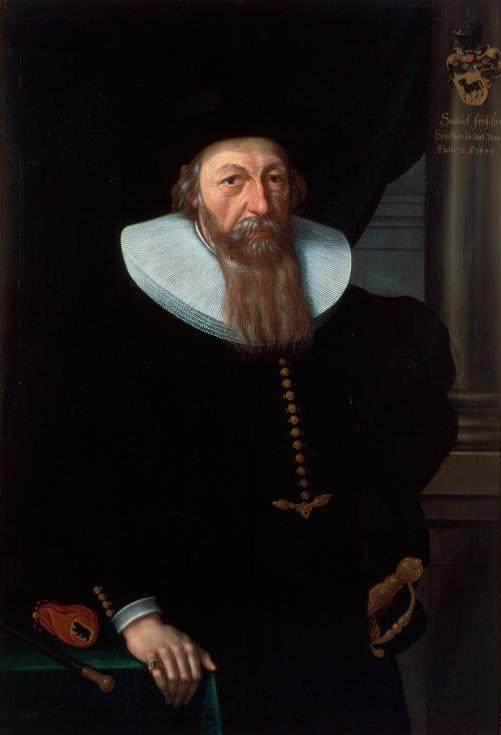
Samuel Frisching (1605–1683)

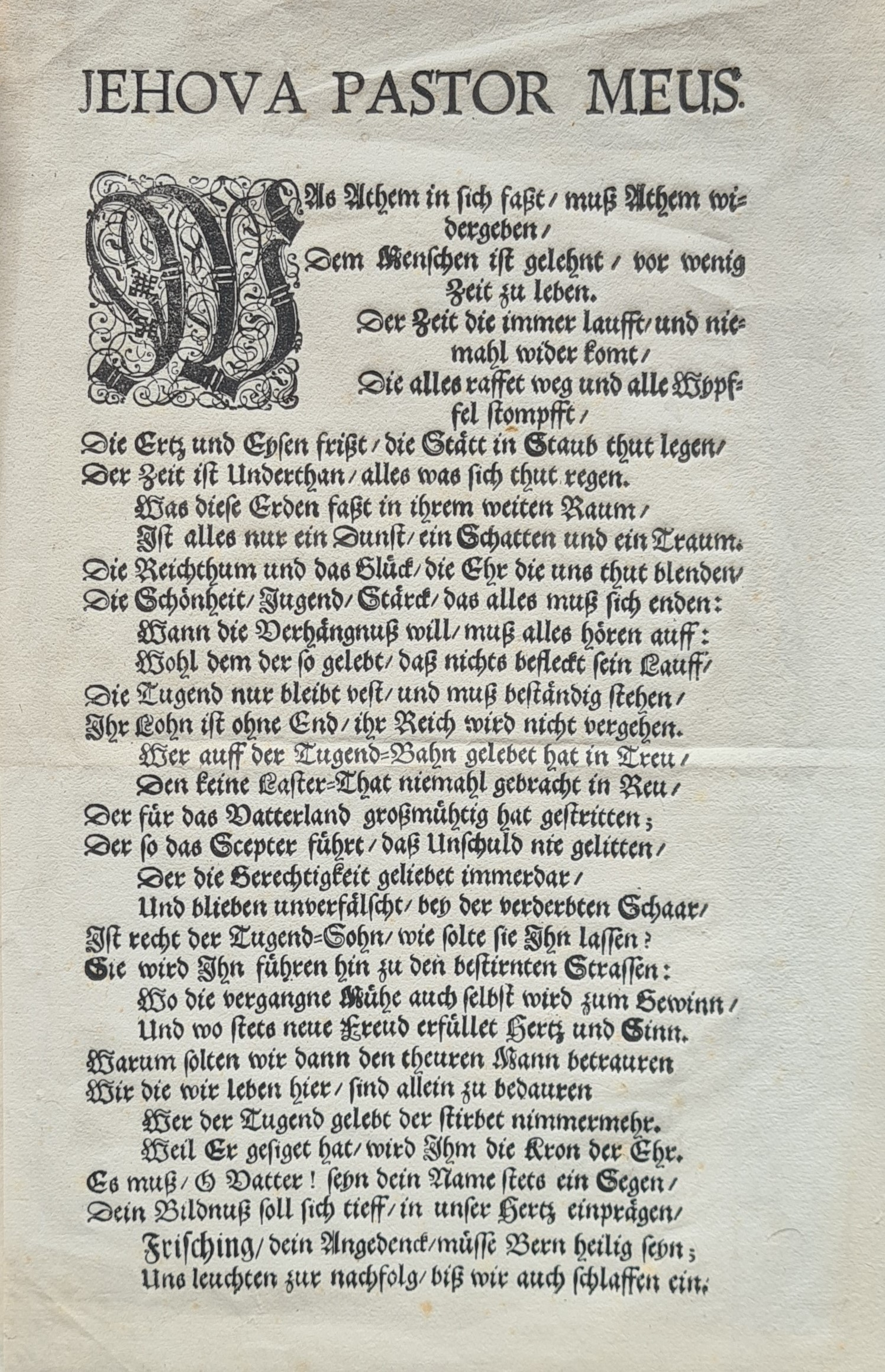
Trauergedicht auf Samuel Frisching (1683)

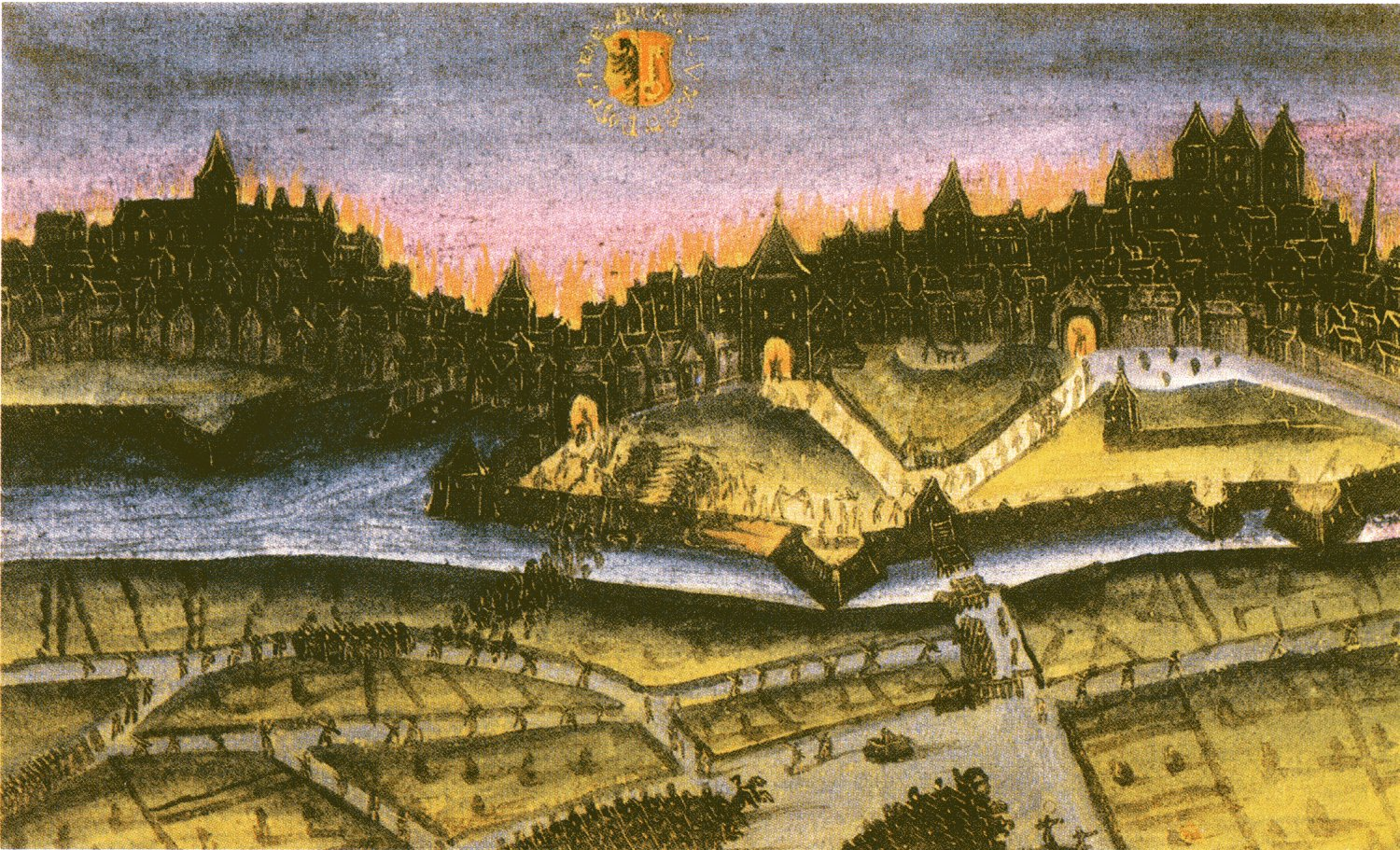
Darstellung der Escalade de Genève von Frisching

Samuel Frisching (* 1605 in Nidau; † 1683) war ein Schweizer Schultheiss und von 1668 bis 1682 Schultheiss der Stadt und Republik Bern. Er war der Vater von Samuel Frisching.

## Leben
Geboren wurde Samuel Frisching als Sohn des Landvogts Johann Frisching. Als er 15 Jahre alt war, wurde sein Vater als Musterherr (Truppeninspektor) in Tirano Opfer eines Mordanschlags. Im darauffolgenden Jahr begann er ein Studium in Genf und setzte dieses von 1623 bis 1626 in Paris fort. 1629 kam Frisching in den Grossen Rat, wurde 1634 Grossweibel und war von 1637 bis 1643 Landvogt von Trachselwald im unteren Emmental, wo er das bestehende Schloss ausbaute.
1649 erwarb er im östlichen Teil des damals zur Landvogtei Trachselwald gehörenden Dorfes Langnau im Emmental ein Landgut und damit das Schankrecht in dem heute noch vorhandenen, aus dem 14. Jahrhundert stammenden Gewölbekeller des jetzigen Gasthofs Hirschen, der daraufhin "Frischingkeller" genannt wurde. In der Nähe einer zum Landgut gehörenden Lehmgrube entstand bald eine Töpferei, welcher die ältesten Erzeugnisse der Langnauer Keramik entstammen. In Langnau pflegte Frisching mit seiner Familie die Sommermonate zu verbringen und liess sich zu diesem Zweck ein schlossartiges Herrenhaus bauen, das im 19. Jahrhundert Sitz ("Schloss") des bernischen Regierungsstatthalters war und an dessen Stelle 1955 das heutige Amtshaus errichtet wurde.
Nach Ablauf seiner Landvogtzeit kehrte Frisching nach Bern zurück und wurde 1653 Venner und 1668 Schultheiss. Zu diesem Amt verhalf ihm das Vertrauen, dass er sich nach dem Bauernkrieg von 1653 erworben hatte. Damals hatte er nämlich als Oberauditor des Gerichts, welches die aufrührerischen Bauernführer (Niklaus Leuenberger, Daniel Küpfer, Ueli Galli) verurteilte, mit ebensolcher Schärfe den tyrannischen Trachselwalder Landvogt Samuel Tribolet bestraft. 1682, im Jahr vor seinem Tod, trat Frisching aus Altersschwäche von seinem Amt zurück. Mit Langnau blieb er zeitlebens verbunden und war u. a. Initiant des von 1673 bis 1676 erfolgten Neubaus der Reformierten Kirche Langnau.

## Archive
- Nachlass von Schultheiss Samuel I. Frisching im Katalog der Burgerbibliothek Bern